# پارکسویل (کارولینای جنوبی)
پارکسویل(به انگلیسی: Parksville) شهری در ایالت کارولینای جنوبی کشور ایالات متحده آمریکا است که جمعیت آن در سرشماری سال ۲۰۱۰ میلادی، ۱۱۷ نفر بوده‌است.